# Казаров, Семён Арменакович
Семён Армена́кович Каза́ров (20 августа 1927, Астрахань — 30 октября 2000, Санкт-Петербург) — советский и российский промышленный деятель и учёный; доктор технических наук, профессор, член РАН.

## Биография
Родился 20 августа 1927 года в Астрахани.
В школьные годы мечтал стать архитектором. Но поступил в Московский энергетический институт, который окончил в 1951 году.
После окончания института работал мастером на Верхнесвирской ГЭС. В 1967 году был назначен главным инженером этой станции.
С 1976 года перешел на должность главного инженера «Ленэнерго», а затем возглавил его, став директором. В 1994 году, после приватизации предприятия, Казаров был избран президентом нового акционерного общества и одновременно возглавил совет директоров, проработав на этой должности до 1997 года.
За годы руководства «Ленэнерго» С. А. Казаров стал организатором развития и технического перевооружения компании, был инициатором и участником сооружения Киришской ГРЭС, Северной и Южной ТЭЦ, Северо-Западной ТЭС (первой ТЭС в России на блоках с ПГУ), а также реконструкции других электростанций. Под его руководством была создана системообразующая электросеть на 330 киловольт, внедрено напряжение 750 киловольт, построена новая кабельная сеть, в единую энергосистему была включена Ленинградская атомная станция мощностью 4 тысячи мегаватт, построен Выборгский преобразовательный комплекс для передачи электроэнергии на экспорт.

Умер 30 октября 2000 года в Санкт-Петербурге, похоронен на городском Смоленском армянском кладбище. Андрей Сорочинский, генеральный директор ОАО «Ленэнерго» в десятую годовщину смерти С. А. Казарова отметил:
Семен Казаров — остаётся образцом профессионализма и преданности энергетике. Нам всем есть чему у него поучиться!

## Научная деятельность
Наряду с производственной, Семён Арменакович занимался научной и преподавательской деятельностью: преподавал в Санкт-Петербургском государственном политехническом университете, стал автором порядка 60 научных трудов, книг, брошюр и монографий, в числе которых:
- Режимное регулирование в энергосистемах: Учебное пособие / С. А. Казаров, 84 с. ил. 21 см, Л. ЛПИ 1980.
- Режимы тепловых электростанций. / С. В. Усов, С. А. Казаров, 240 с. ил. 22 см, Л. Энергоатомиздат Ленингр. отделениение, 1985.
- Тепловые схемы ТЭС и АЭС. Боровков В. М., Демидов О. И., Казаров С. А. и др. СПб, Энергоатомиздат 1995 год, 390 с.

## Награды
- Был награждён орденами Ленина, Октябрьской Революции, Трудового Красного Знамени и Знак Почета, а также медалями.
- Кавалеров ордена «За заслуги перед Отечеством» IV степени (1997 год).
- «Заслуженный энергетик РСФСР».
- Кавалер высшей награды Армянской Апостольской церкви — ордена Св. Григория Просветителя.
- Почётный доктор Петербургского горного института.[6]
- Почетный гражданин города Подпорожье (на основании Постановления бюро Подпорожского ГК КПСС и Исполкома Горсовета № 424 от 17.12.1971 г. «О занесении в районную Книгу Почета и число почетных граждан города Подпорожье работников каскада Свирских ГЭС»)[7].

## Память
В 2005 году ПАО «ТГК-1» учреждена специальная стипендия им. С. А. Казарова студентам энергетических направлений ФГБОУ ВО «Санкт-Петербургский государственный университет промышленных технологий и дизайна» и ФГАОУ ВО «Санкт-Петербургский политехнический университет Петра Великого», проявившим отменные способности в учебной и научной деятельности, и преподавателям кафедр энергетического профиля, творчески участвующим в подготовке специалистов.